# كأس الجمهورية السورية 2012
كأس الجمهورية السورية 2012 كانت النسخة الثانية والأربعون من كأس الجمهورية السورية. تلعب مبارياتها بنظام خروج المغلوب لأندية كرة القدم في سوريا. حامل اللقب هو نادي الاتحاد.
أعلن عن اعتبار نادي الوحدة كبطل وذالك بعد انسحاب جميع الأندية الأخرى المتأهلة للدور نصف النهائي، الاتحاد، الجزيرة، الشرطة. ويتأهل الفائز إلى كأس الاتحاد الآسيوي 2013.